# Mahan (Iran)
Mahan (pers. ماهان) – miasto w środkowym Iranie leżące u podnóży gór Banan. W mieście, ośrodku kultu i celu pielgrzymek islamskiej sekty sufickiej, znajduje się grobowiec jednego z przywódców. Jest to lokalne centrum handlowe i wyrobu dywanów.

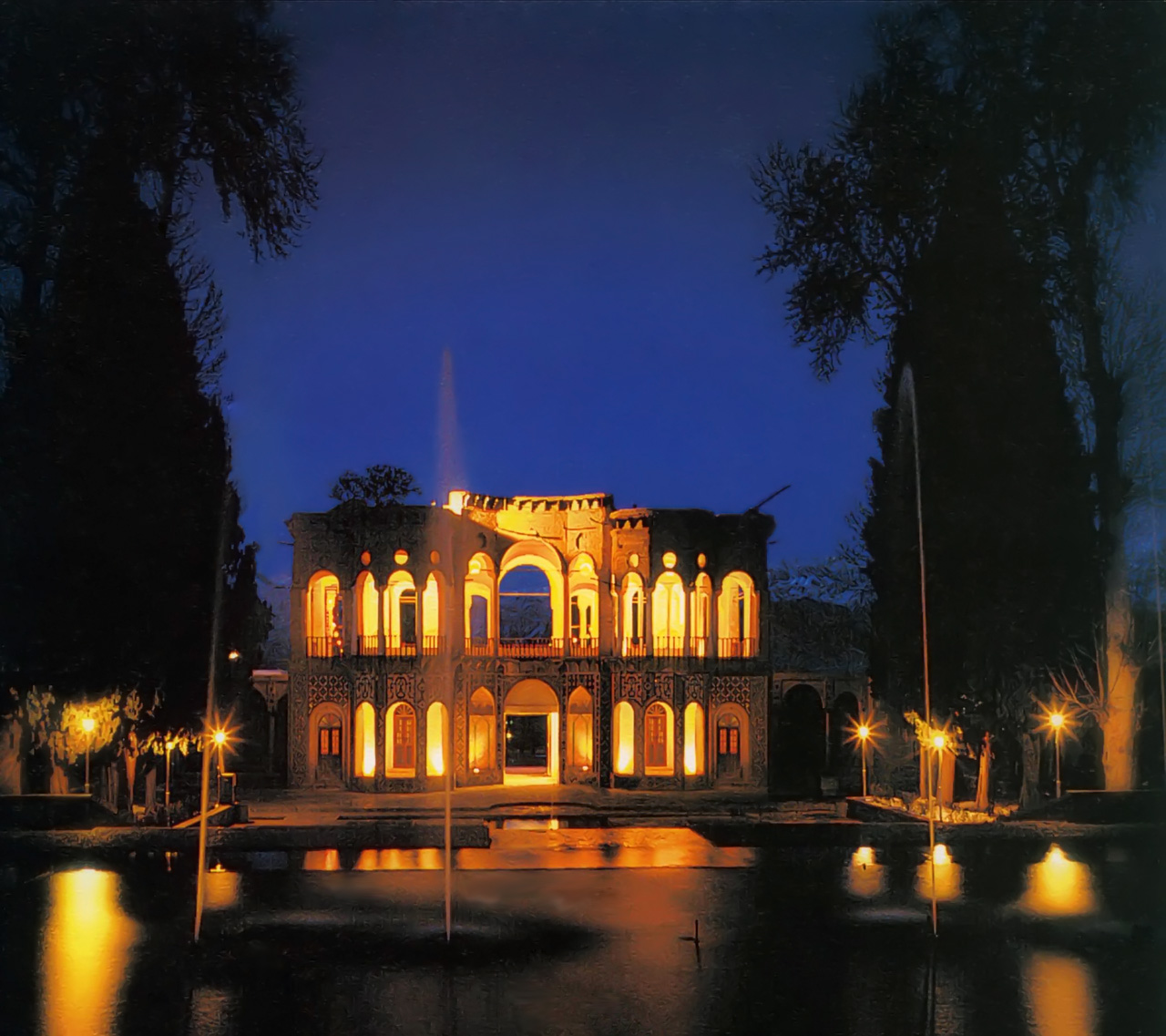
Ogród Shazdeh w Mahan